# Habakkuk (profet)
 For alternative betydninger, se Habakuk. (Se også artikler, som begynder med Habakuk)
Habakkuk var en af de 12 små profeter i Det Gamle Testamente. Det skrift, der tillægges ham, Habakkuks Bog, er fra ca. 600 år f.kr., tiden for jødernes tilbagevenden fra Babylon.